# Carlos Orlando, Delfim da França
Carlos Orlando, Delfim de França (francês: Charles Orland de France ; 11 de Outubro de 1492 - 16 de Dezembro de 1495) foi o filho mais velho e herdeiro de Carlos VIII de França e Ana da Bretanha.

## Nascimento e Vida
A rainha entrou em trabalho de parto na noite de 10 de outubro e foi rapidamente atendida pelos médicos e parteiras da realeza. Seu marido estava com ela, que para grande aborrecimento daqueles que o cercavam, logo perdeu a calma devido à ansiedade. No entanto, tudo correu bem, e às 4 horas da manhã, a Rainha deu à luz um menino robusto e bem formado que era automaticamente Delfim da França.
O Delfim foi imediatamente objeto de controvérsia por causa da escolha de seu nome. Finalmente, após três dias de disputa, chegou-se a um acordo: o delfim se chamaria Cherles Orland em francês e Orlandus Carolus em latim. Isso resolvido, o batismo foi realizado em 13 de outubro. O Delfim, revestido de pano de ouro, foi levado para a Igreja de São João de Plessisour por João IV de Chalon-Arlay, Príncipe de Orange e foi batizado na fonte de lá, cercado pelos maiores senhores da Corte, cada um segurando a vela, a bacia ou a toalha. Ana da Bretanha, ainda se recuperando, não estava presente.
Descrita pelo cronista Philippe de Commines como "uma criança bonita e ousada de palavra, sem temer as coisas que as outras crianças estão acostumadas a temer", Carlos Orlando era uma criança saudável e vigorosa, que crescia forte e forte, um orador fluente. Ele tinha uma pele clara, olhos negros e era gordinho. Quando chegou à idade de 18 meses, foi instalado em Amboise, monitorado por dois governadores, os senhores de Boisy e That-Guénant, uma governanta, Madame de Bussière, e cercados por uma multidão de servos. Ele era o orgulho e a alegria de seus pais. Sua mãe adorava comprar presentes para ele; seu pai o descreveu como a "mais bela das gemas". Ambos insistiam em ser informados de sua saúde e progresso, por meio de cartas e mensagens.
O rei também tomou uma série de medidas para proteger seu herdeiro. A caça na floresta de Amboise era proibida; os portões da cidade foram reduzidos a quatro, tornando mais fácil monitorar o tráfego e selar a cidade quando necessário; arqueiros foram colocados nos pontos estratégicos do castelo; e a criança estava constantemente nas orações de Francisco de Paula.

## Morte

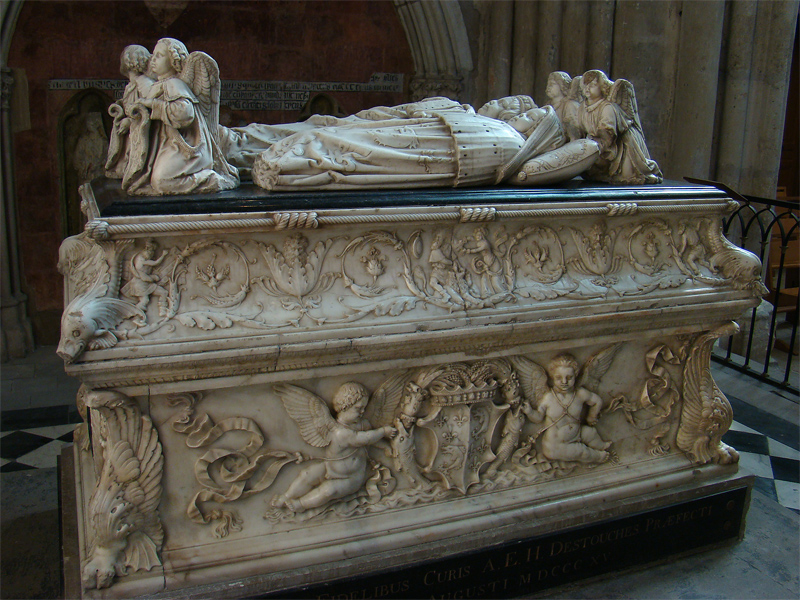
Túmulo de Carlos Orlando e Carlos, dois filhos de Ana e Carlos VIII na Catedral de Tours.

No outono de 1495, quando uma epidemia de sarampo atingiu Touraine, Carlos VIII (que depois de voltar da Itália permaneceu em Lyon, onde foi acompanhado pela rainha), ordenou que a criança ficasse ainda mais enclausurada em Amboise. Mas sem sucesso: Carlos Orlando contraiu sarampo e, apesar dos esforços dos médicos e das orações dos monges, morreu em 16 de dezembro de 1495.
Carlos VIII, profundamente afetado, mas aconselhado por seus médicos a permanecerem firmes e alegres, conseguiu esconder sua tristeza; Ana se entregou à sua dor com tanta violência que por algum tempo sua vida e sua sanidade foram temidas. No ano seguinte à sua morte, nasceu um irmão mais novo e ele também se chamava Carlos, mas viveu apenas por menos de um mês (de 8 de setembro de 1496 a 2 de outubro de 1496). Ambas as crianças foram enterradas na Catedral de Tours, como pescadores erguidos para eles pelo escultor francês Michel Colombe em 1506.